# Saugerties
|  | Per a altres significats, vegeu «Saugerties South». |

Saugerties és un poble o village al municipi del mateix nom al Comtat d'Ulster (Nova York), als Estats Units d'Amèrica.

## Demografia
Segons el cens dels Estats Units del 2000 Saugerties tenia 4.955 habitants., 1.663 habitatges, i 967 famílies. La densitat de població era de 1.039,7 habitants per km².
Dels 1.663 habitatges en un 30,5% hi vivien nens de menys de 18 anys, en un 37,9% hi vivien parelles casades, en un 16,1% dones solteres, i en un 41,8% no eren unitats familiars. En el 34,2% dels habitatges hi vivien persones soles el 15,2% de les quals corresponia a persones de 65 anys o més que vivien soles. El nombre mitjà de persones vivint en cada habitatge era de 2,32 i el nombre mitjà de persones que vivien en cada família era de 3,01.
Per edats la població es repartia de la següent manera: un 19,9% tenia menys de 18 anys, un 11,1% entre 18 i 24, un 37,7% entre 25 i 44, un 19,1% de 45 a 60 i un 12,3% 65 anys o més.
L'edat mediana era de 36 anys. Per cada 100 dones de 18 o més anys hi havia 148,7 homes.
La renda mediana per habitatge era de 35.525 $ i la renda mediana per família de 49.063 $. Els homes tenien una renda mediana de 35.204 $ mentre que les dones 23.333 $. La renda per capita de la població era de 17.900 $. Entorn del 8,8% de les famílies i el 12,2% de la població estaven per davall del llindar de pobresa.